# NGC 1011
NGC 1011 (други обозначения – MCG −2-7-45, NPM1G −11.0096, PGC 9955) е елиптична галактика (E0) в съзвездието Кит. Открита е от Луис Суифт на 21 ноември 1876 г. с помощта на 16-сантиметров рефрактор.
Обектът присъства в оригиналната редакция на „Нов общ каталог“.

## Характеристики
Заедно с галактиките NGC 1006 (спирална) и NGC 1017 (спирална), тази галактика образува неголямата група SSSG 9 Тройката е физически свързана (т.е. галактиките са разположени близо една до друга в пространството, а не само да са проектирани в близки точки на небесната сфера), тъй като тяхното червено отместване е почти идентично – изследването на спектъра на NGC 1006 и NGC 1011 показва, че радиалната скорост на галактиките се различава само със 122 км/сек. Разликата в скоростите на газовия и звездния компонент на NGC 1006 е 80 км/сек, а скоростта на газа е по-близка до скоростта на галактиката NGC 1011.